# Antonio Da Costa
Antonio Da Costa (Gioia del Colle, 24 maggio 1951) è un cantante, arrangiatore,  compositore italiano.

## Discografia

### Album
- 1991 - Noè
- 1994 - Da Costa a Costa - (Discomagic Records)
- 1996 - Casa Mañana - (PolyGram)
- 1998 - Il ginecologo del ritmo - (American Recordings)
- 1999 - Casa Mañana 2 - (La Pachanga)
- 2001 - Movimiento - (La Pachanga)
- 2002 - No Problem - (La Pachanga)
- 2005 - Dal blanco al nero
- 2006 - The Best Of - (Self Distribuzione)
- 2008 - Da sud a sud - (La Pachanga)
- 2010 - Flamenco vivo

### Raccolte
- 2000 - Todo Parranda - (La Pachanga)

### VHS
- 2001 - Movimiento - (La Pachanga)

### Partecipazioni in compilation
- Superventas - (Vale Music)
- Superestate - (New music)
- Fiesta Latina - (Irma Records)
- Party Latin - (Copacabana)
- Baja Beach Club - (Vale Music)
- Meneito Bandiera Gialla - (Discomagic Records)